# Тельмін
Тельмін (араб. تلمين) — село в Тунісі, у вілаєті Кебілі.

## Історія
Поселення було засноване в період Римської імперії в I ст. н.е.
| Туніс | Це незавершена стаття з географії Тунісу. Ви можете допомогти проєкту, виправивши або дописавши її. |